# チョネ・デライ
チョネ・デライ（Jone Delai、1967年9月5日-）はフィジーの男子陸上競技選手。専門は短距離走。
1991年にポートモレスビーで開催されたサウスパシフィックゲームズに出場し、100mの銅メダルを獲得した。以来100mにおいて6大会連続のメダルを獲得、1995年のパペーテ大会では200mでも優勝している。
1996年にはアトランタオリンピックに出場し、男子100mで予選4位でわずかのところで突破できなかった他、4×100mリレーなどに出場している。メルボルンで開催された2006年コモンウェルスゲームズでも100m予選4位になっており、再びわずかな差で予選突破を逃している。 
2007年にアピアで開催されたパシフィックゲームズでは出場時には40歳の高齢であったが、100mで金メダルを獲得した。